# مجموعة عذيب
مجموعة عذيب هي مجموعة رئيسة متخصصة في أعمال متعددة أُنشئت عام 1985م، مقرها المملكة العربية السعودية وتعمل في منطقة الشرق الأوسط وما حولها، نجحت المجموعة بترسيخ مكانتها داخل سوق العمل، ويتمحور مجال عمل المجموعة حول شحن وتفريغ الحاويات من السفن، الخدمات الطبية، تقنية المعلومات والاتصالات، التشغيل والصيانة، الاستثمار العقاري، الاستثمار المالي، كافة الخدمات والمتطلبات للقطاعات العسكرية. يرأس مجلس إدارتها الأمير عبد العزيز بن أحمد بن عبد العزيز آل سعود، ويفوق عدد الموظفين عشرة آلاف موظف.

## الشركات

### اتصالات
- اتحاد عذيب للاتصالات
- شركة سمايل للاتصالات المحدودة
- شركة الإنترنت السعودية.
- شركة عذيب للاتصالات والكمبيوتر المحدودة.

### تقنية معلومات
- عذيب نت - سول المحدودة.[3]
- شركة عذيب انترجراف.
- شركة انترجراف الشرق الأوسط.

### استثمار عقاري
- شركة عذيب بيردانا للمقاولات المحـدودة.
- عذيب للاستثمارات العقارية.

### مالية
- إثراء المالية.

### تشغيل موانئ
- شركة مقاولات الخليج للشحن والتفريغ المحدودة.
- شركة النوى للخدمات الفنية المحدودة.

### دولية
- شركة عذيب (المملكة المتحدة) المحدودة.

### خدمات مساندة
- شركة بان نسما المحدودة.
- شركة عذيب للصيانة والخدمات.

### هندسة صناعية
- شركة نسما وشركاؤهم للمقاولات المحدودة.

### زراعة
- شركة العزيزية للمنتجات الزراعية المحدودة.

### أخرى
- شركة مربط عذبة للخيل العربية الأصيلة.

## وصلات خارجية
- الموقع الرسمي